# Joseph Frick

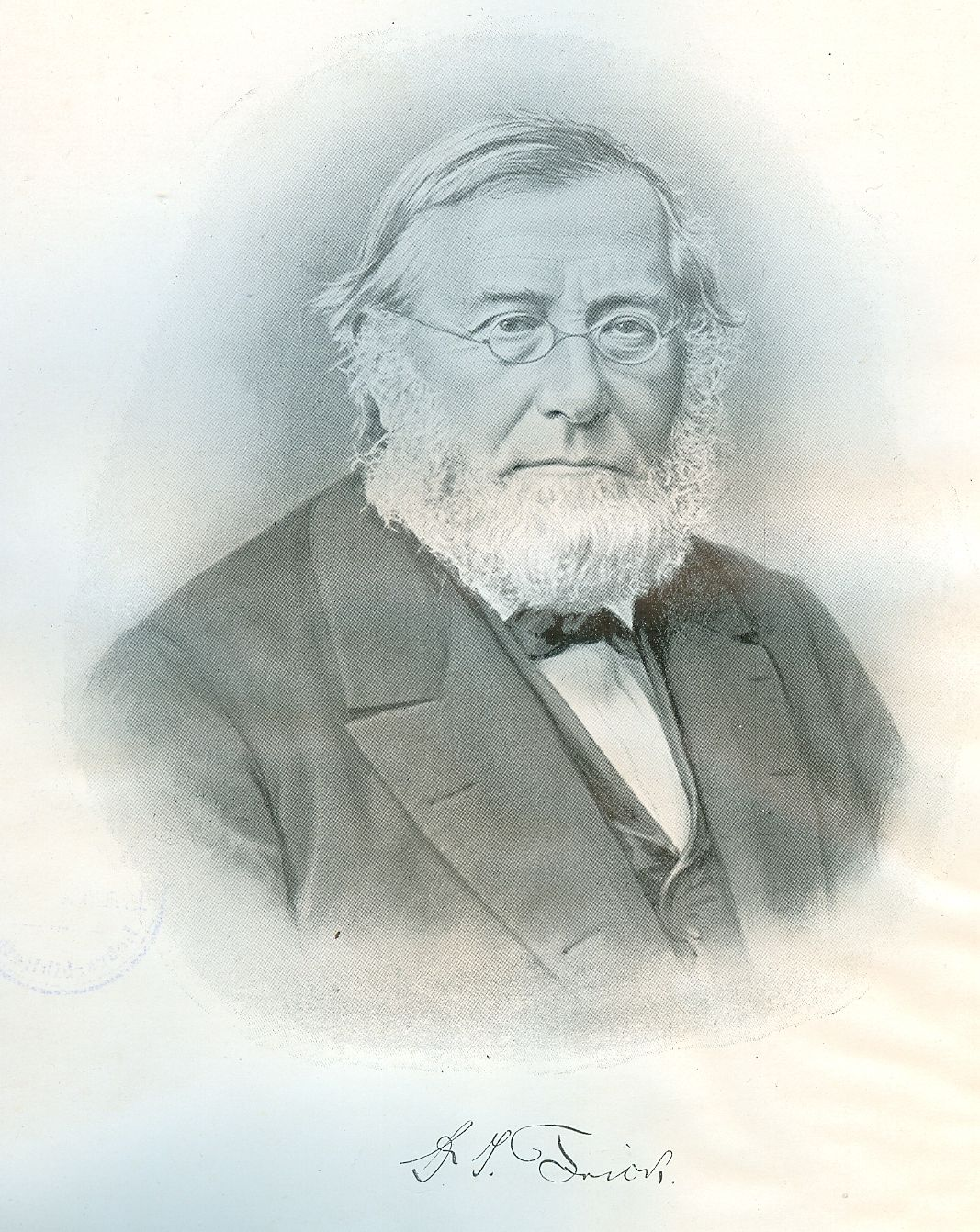
Joseph Frick

Joseph Frick (auch Josef) (* 16. Juni 1806 in Staufen im Breisgau; † 11. oder 12. Oktober 1875 in Karlsruhe) war ein deutscher Mediziner, Pädagoge und Politiker.

## Leben
Als Sohn eines Handwerkers und Stadtoberhaupts seiner Geburtsstadt (Vogt 1800–1809, Bürgermeister 1809–1811), geboren, nahm Frick Privatunterricht in Latein und Geometrie und besuchte das Badisch Großherzogliche Gymnasium in Freiburg im Breisgau. Dort studierte er Mathematik und Physik, danach Medizin. Während seines Studiums war er 1829 Mitstifter der Burschenschaft Euthymia Freiburg. 1831 machte er seinen Abschluss in Innerer Medizin, Chirurgie und Geburtshilfe sowie sein Examen als Lehramtspraktikant für Mathematik und Naturwissenschaften. 1832 wurde er zum Dr. med. promoviert. 1833 war er als Assistent der Inneren Klinik tätig und hielt als nicht habilitierter Assistent Vorlesungen über Medizinische Physik. Von 1833 bis 1837 war er als Praktischer Arzt sowie Wund- und Hebarzt in Breisach tätig, danach wurde er Lehrer der Mathematik und Naturwissenschaften am Lyzeum in Freiburg. 1841 wurde er als Vorstand der neu gegründeten Höheren Bürgerschule zum Professor ernannt. Frick war viele Jahre Vorstand des Freiburger Gewerbevereins und wurde Hauptmann der Freiburger Feuerwehr. 1851 besuchte er die Weltausstellung in London und war dort, wie auf den folgenden Weltausstellungen bis 1873, Jury-Mitglied für die Uhrenindustrie.
Von 1859 bis 1868 war er für den Wahlkreis Stadt Freiburg im Breisgau nationalliberaler Abgeordneter in der Zweiten Kammer der Badischen Ständeversammlung, in der er sich als Kommissionsmitglied und Berichterstatter der Budgetkommission betätigte. 1862 wurde er Mitglied des Oberschulrats und zog nach Karlsruhe.

## Ehrungen
- 1858:  Orden vom Zähringer Löwen, Ritterkreuz

## Veröffentlichungen (Auswahl)
- Aedium Romanarum paucis annis prope Hüfingen in monte Abnoba detectarum succincta descriptio, in: Schulprogramm des Gymnasiums Freiburg 1824, auch als Sonderdruck, ohne Ort, 15 S., 1824
- Versuche über das specifische Gewicht des menschlichen Körpers. Dissertation Universität Freiburg im Breisgau 1832.
- Die physikalische Technik oder Anleitung zur Anstellung von physikalischen Versuchen und zur Herstellung von physikalischen Apparaten mit möglichst einfachen Mitteln. 2., vermehrte und verbesserte Auflage. Vieweg und Sohn, Braunschweig 1856. online
- Lehrbuch der Naturlehre: für obere Klassen höherer Lehranstalten. 1866, 2. Auflage Freiburg i. Br. 1874.
- Die Feuerspritze: Anleitung zu deren Bau, Berechnung, Behandlung und Prüfung für Spritzenfabrikanten, Spritzenmeister, Polizei- und Gemeindebeamte, Löschvereine und Feuerversicherungsgesellschaften. 2. Auflage Braunschweig 1875.